# پرچم جمهوری‌های اتحاد جماهیر شوروی
پرچم جمهوری‌های اتحاد جماهیر شوروی همگی نسخه‌های تغییریافته‌ای از پرچم اتحاد جماهیر شوروی بودند که داس و چکشی طلایی (به استثنای پرچم جمهوری شوروی سوسیالیستی گرجستان که داس و چکشش سرخ‌رنگ بود) و ستاره‌ای سرخ با کناره‌های طلایی را شامل می‌شد. آخرین پرچم این جمهوری‌ها تا پیش از فروپاشی اتحاد جماهیر شوروی در ۱۹۹۱ مانند زیر بود:
| پرچم جمهوری فدرال شوروی سوسیالیستی روسیه | پرچم جمهوری شوروی سوسیالیستی اوکراین   | پرچم جمهوری شوروی سوسیالیستی بلاروس    |
| پرچم جمهوری شوروی سوسیالیستی ازبکستان    | پرچم جمهوری شوروی سوسیالیستی قزاقستان  | پرچم جمهوری شوروی سوسیالیستی گرجستان   |
| پرچم جمهوری شوروی سوسیالیستی آذربایجان   | پرچم جمهوری شوروی سوسیالیستی لیتوانی   | پرچم جمهوری شوروی سوسیالیستی مولداوی   |
| پرچم جمهوری شوروی سوسیالیستی لاتویا      | پرچم جمهوری شوروی سوسیالیستی قرقیزستان | پرچم جمهوری شوروی سوسیالیستی تاجیکستان |
| پرچم جمهوری شوروی سوسیالیستی ارمنستان    | پرچم جمهوری شوروی سوسیالیستی ترکمنستان | پرچم جمهوری شوروی سوسیالیستی استونی    |

## پرچم جمهوری‌های منحل‌شده
| پرچم جمهوری شوروی سوسیالیستی کارلو-فنلاند (۱۹۴۰-۱۹۵۶) | پرچم جمهوری فدرال شوروی سوسیالیستی ماورای قفقاز (۱۹۲۲-۱۹۳۶) |

## پرچم جمهوری‌های دیگر
| پرچم جمهوری شوروی سوسیالیستی آبخازیا (۱۹۲۱-۱۹۳۱) |

این جمهوری علی‌رغم نامش هرگز یک جمهوری اتحادیه‌ای اتحاد جماهیر شوروی نبود بلکه شرایط جمهوری قراردادی ویژه‌ای درحد جمهوری شوروی سوسیالیستی گرجستان را داشت و بیشتر به جمهوری‌های خودمختار شوروی می‌ماند.